# Сант-Елена-Санніта
Сант-Елена-Санніта (італ. Sant'Elena Sannita) — муніципалітет в Італії, у регіоні Молізе, провінція Ізернія.
Сант-Елена-Санніта розташований на відстані близько 170 км на схід від Рима, 17 км на захід від Кампобассо, 20 км на схід від Ізернії.
Населення — 275 осіб (2014).

## Демографія
Населення за роками:

Станом на 1 січня 2023 року в муніципалітеті офіційно проживало 27 іноземців з 5 країн, серед них 2 громадяни країн Євросоюзу та 1 громадянин України.

## Сусідні муніципалітети
- Бояно
- Казальчипрано
- Фрозолоне
- Макк'ягодена
- Спінете